# 清溪苗王墓
清溪苗王墓位於重慶市秀山縣清溪場鎮幫好村，文物遺址年代為明代，2000年9月7日列為第一批重慶市文物保護單位。